# Марго Бур

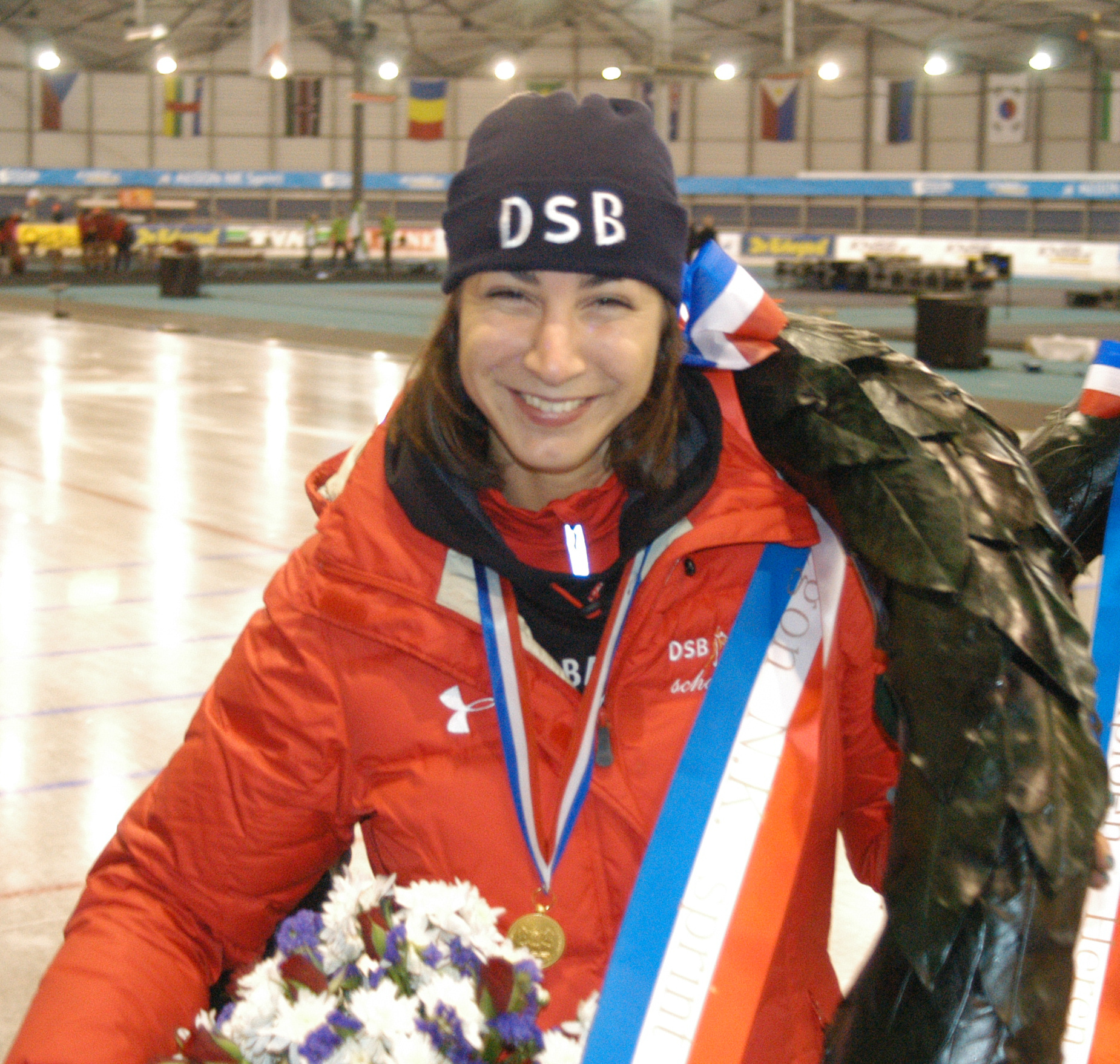
Марго 2009 року

Марго Бур (нід. Margot Boer; нар. 7 серпня 1985, Ваубрюгге, Нідерланди) — нідерландська ковзанярка. Двічі бронзова призерка зимових Олімпійських ігор 2014 року на дистанціях 500 та 1000 м, бронзова призерка чемпіонату світу на 1000 м (2009) і в спринтерському багатоборстві (2011).